# Anișoara Cușmir-Stanciu
Anișoara Cușmir-Stanciu (Brăila, 28 de juny de 1962) és una exatleta romanesa, especialista en el salt de llargada. En el seu palmarès destaca la medalla d'or en la competició del salt de llargada dels Jocs de Los Angeles de 1984. També guanyà la medalla de plata al Campionat del Món de 1983 a Hèlsinki i al Campionat d'Europa de 1982 d'Atenes. Entre 1982 i 1983 va millorar el rècord mundial quatre vegades. Es retirà en finalitzar els Jocs de 1984 per passar a exercir d'entrenadora al CSA Steaua București.

## Millors marques
- salt de llargada. 7.43 m (1983)[1][2]